# OMIM
사람의 멘델 유전 온라인(영어: Online Mendelian Inheritance in Man, OMIM)은 인간 게놈과 유전성 질환, 형질의 지속적으로 갱신되는 카탈로그로서, 유전자-표현형 관계에 초점을 두고 있다. 2017년 2월 12일 기준으로, OMIM의 23,000건 이상의 항목 가운데 약 8,425건이 표현형을 대표하였다. 나머지는 유전자를 대표하였으며 그 중 다수가 알려진 표현형과 관련되었다.

## 같이 보기
- 멘델의 유전법칙
- MARRVEL